# Claude (Teksas)
Claude je grad u američkoj saveznoj državi Teksas. Prema popisu stanovništva iz 2010. u njemu je živjelo 1.196 stanovnika.